# 武红军
武红军（？年—），本科毕业于南开大学中文系，研究生学历，曾任天津市教育科学研究院党委副书记、院长，天津美术学院党委书记、天津理工大学党委副书记等职。2016年7月，因涉嫌严重违纪，被开除党籍和公职。

## 生平
1977年，武红军考入南开大学中文系，毕业后即留校工作。1987年起，武红军在南开大学马克思列宁主义基础理论教学部攻读硕士学位。
1990年代，武红军自南开大学选拔到中共天津市委教育工委、天津市教育委员会工作。1996年，39岁的武红军被破格为副厅局级干部。
1998年，武红军调任天津理工大学（原天津理工学院）党委副书记，并在法政学院担任硕士生导师。
2006年，武红军主持的“大学生思想道德素质教育导论”项目，获得天津市社会科学优秀成果三等奖。2007年，武红军参与的“高校教师工作倦怠的现象分析与干预研究”课题通过验收。2008年，武红军参与的“大学生心理健康工作体系的研究与实践”结题。
2008年，武红军调任天津美术学院任党委书记。2014年，中国共产党在推行群众路线教育实践活动期间，武红军称：“这纯粹是形式主义，这不是以形式主义反对形式主义嘛！”
2015年11月，武红军调任天津市教育科学研究院院长。

## 落马
2015年11月，天津市委巡视二组进驻天津美术学院前夕，武红军与涉案人串供，转移赃物，对抗审查。同月，武红军被调离天津美术学院。
2016年4月19日，武红军涉嫌严重违纪被调查。7月18日，天津市纪委公布消息称，武红军曾公开发表反对中央精神的言论，干扰巡视工作，对抗组织审查；公款出国旅游，私车公养；未经批准因私出国、出境，擅自变更表彰评优结果，私自扣压举报材料；在专项治理工作中，对“小金库”不予清理，并上报“零存在、零报告”的承诺；与他人保持不正当性关系；索要或收受他人财物。经中共天津市纪委常委会议审议并报中共天津市委批准，决定给予武红军开除党籍处分；由天津市监察局呈报天津市人民政府批准，给予其开除公职处分；收缴其违纪所得，将其涉嫌犯罪问题及线索、款物移送司法机关依法处理。